# 冰島國家與大學圖書館
冰島國家與大學圖書館（Landsbókasafn Íslands — Háskólabókasafn）是冰島的國家圖書館，也是冰島大學的大學圖書館。這座圖書館於1994年12月1日建立在首都雷克雅未克，由建立於1818年的前國家圖書館（ Landsbókasafn Íslands）和建立於1940年的大學圖書館合併而成。

## 外部連結
- 官方網站
- 圖書館館藏（页面存档备份，存于）

64°08′34″N 21°57′02″W / 64.14278°N 21.95056°W